# Boîte à chaussure
Pour les articles homonymes, voir Boîte.

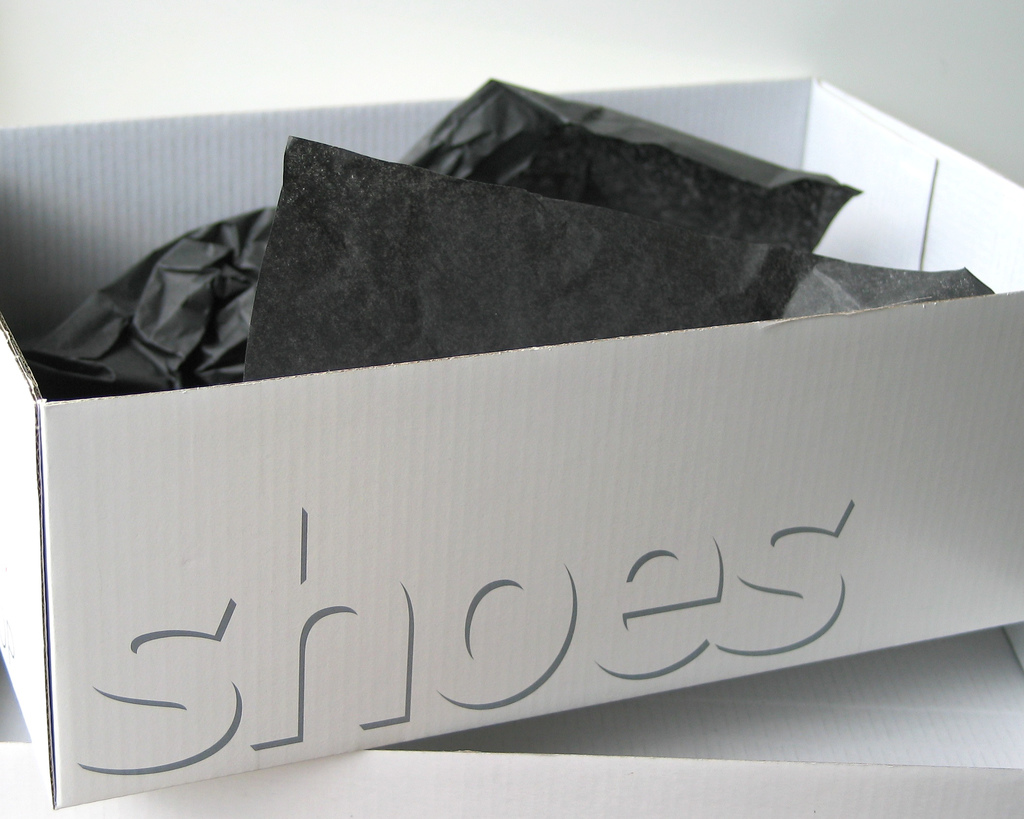
Une boîte à chaussure sans son couvercle

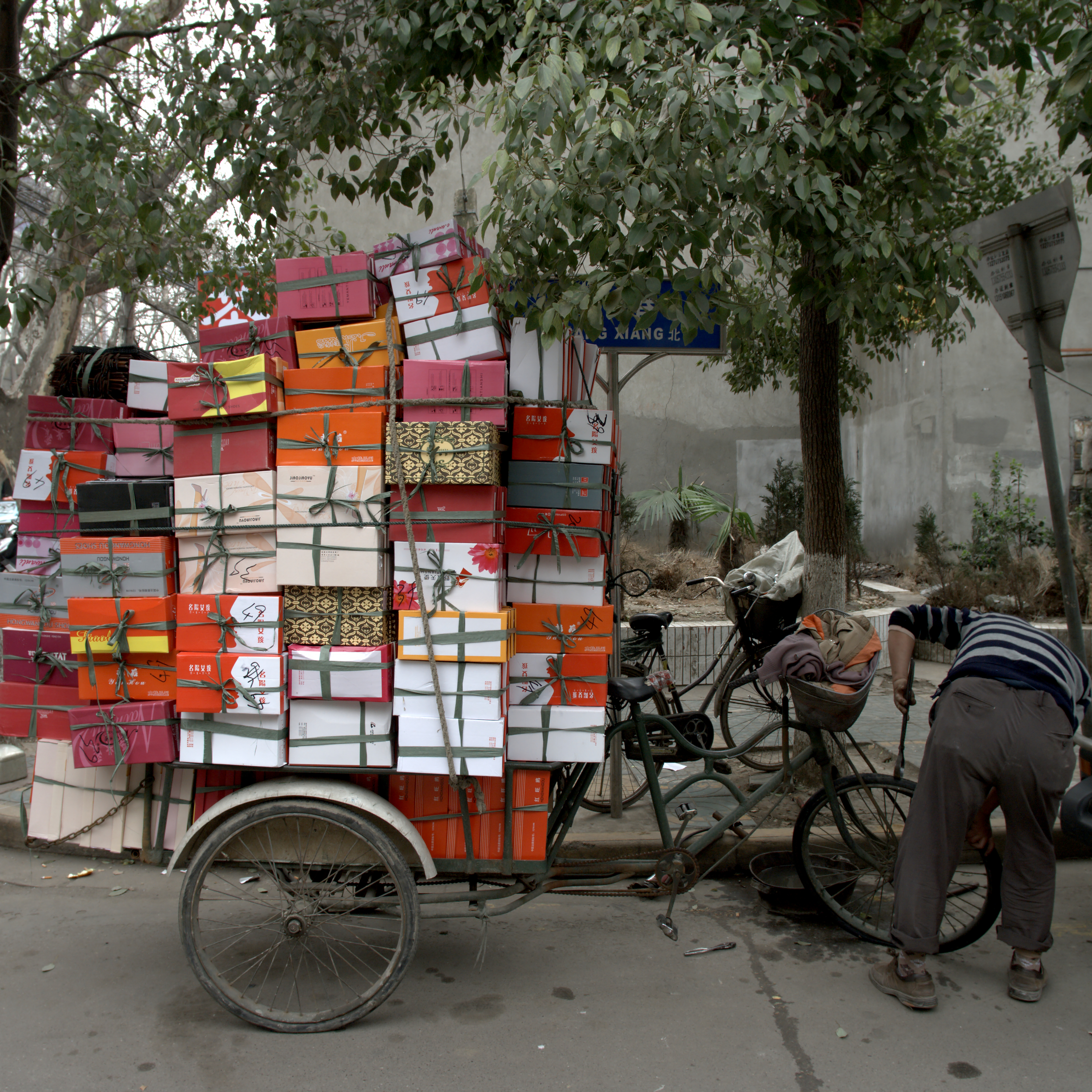
Tricycle surchargé de boîtes à chaussure en Chine.

Une boîte à chaussure est une boîte en carton destinée à contenir des chaussures. Elle est généralement longue d'une trentaine de centimètres pour une vingtaine de centimètres de largeur et une quinzaine de centimètres de hauteur.
Son format (parallélépipédique) et sa légèreté la rendent utilisable pour d'autres usages, personnels principalement. On peut ainsi s'en servir comme boîte de rangement ou encore pour les loisirs créatifs ou le do it yourself.